# Mynaj-Arena
Mynaj-Arena – stadion piłkarski we wsi Mynaj obok Użhorodu, w obwodzie zakarpackim, na Ukrainie. Został wybudowany w latach 2016–2018 i zainaugurowany 9 czerwca 2018 roku. Obiekt może pomieścić 1312 widzów. Swoje spotkania rozgrywają na nim piłkarze klubu FK Mynaj.
Klub FK Mynaj został założony w 2015 roku. 1 kwietnia 2016 roku rozpoczęła się budowa stadionu klubowego. Już 1 października oddano do użytku boisko piłkarskie, ale budowa stadionu trwała nadal, a jego otwarcie nastąpiło 9 czerwca 2018 roku. Obiekt posiada trzysegmentowe trybuny wzdłuż boiska, od strony południowo-zachodniej, mogące pomieścić 1312 widzów. Środkowy segment trybun jest zadaszony. Pod trybunami mieszczą się pomieszczenia klubowe. Rekord frekwencji areny padł 31 października 2018 roku podczas meczu 1/8 finału Pucharu Ukrainy z Dynamem Kijów (1:3). Mecz obejrzało wówczas 3100 widzów (dostawione były dodatkowe trybuny). W 2019 roku FK Mynaj awansował od perszej lihi (drugi poziom rozgrywkowy).